# Shiunji-ke no Kodomo-tachi
Shiunji-ke no Kodomo-tachi (紫雲寺家の子供たち?) conocida en español como "Los hijos de la familia Shiunji" es una serie de manga japonesa escrita e ilustrada por Reiji Miyajima. Es serializada en la revista de manga seinen Young Animal de Hakusensha desde febrero de 2022. Una adaptación de la serie a serie de televisión de anime de Doga Kobo se estrenó el 8 de abril de 2025.

## Trama
Arata Shiunji es un joven que vive con sus cinco hermanas y un hermano menor. Como nunca ha tenido novia, parece que seguirá soltero en el futuro cercano. Sin embargo, un día, su padre revela un secreto impactante a la familia: él y sus hermanos no son parientes de sangre. Arata ahora se encuentra lidiando con una situación inesperada gracias a esta revelación.

## Personajes
Arata Shiunji (紫雲寺 新 Shiunji Arata?)
 Seiyū: Yūichirō Umehara, Gerardo Ortega (español latino)
Protagonista principal de la historia. Es uno de los terceros hermanos mayores de la Familia Shiunji, junto con su "hermana gemela" Ouka Shiunji y el más alto de todos en estatura. Arata es muy protector con su familia y cariñoso con sus hermanos, quizás en parte debido a la carga que siente por ser el hijo mayor y heredero de la fortuna Shiunji. A pesar de sus rasgos faciales afilados y casi agresivos, se pone nervioso con facilidad. Además de la situación con su familia, también ha estado lidiando con sentimientos no correspondidos, ya que la chica que le gusta, Rara Yakoyama, tiene novio. De todos los hermanos Shiunji, Arata tiene el dormitorio más pequeño de toda la casa porque perdió contra Oka en piedra, papel o tijera.
Banri Shiunji (紫雲寺 万里 Shiunji Banri?)
 Seiyū: Chika Anzai, Gabriela Ortiz (español latino)
Es la mayor de los hermanos Shiunju y la única que asiste a la universidad, ya que aspira a convertirse en enfermera. También es la única de las hermanas que tiene el busto grande, lo cual parece ser un logro del que se siente muy orgullosa. Alegre y madura, Banri parece muy satisfecha con su vida y suele ser quien tranquiliza a todos y capta mejor los sentimientos de la gente. A igual que sus hermanas, ella parece haber desarrollado sentimientos por Arata.
Seiha Shiunji (紫雲寺 清葉 Shiunji Seiha?)
 Seiyū: Marika Kōno, Edith González (español latino)
La segunda hermana mayor de la familia Shiunji. Dotada de inteligencia, es la mejor estudiante de la escuela y la mejor de su clase. Es tan inteligente que puede parecer fría y distante, abordando casi todos los problemas con la mayor lógica posible. A veces, esta lógica puede llegar a extremos e incomodar a quienes la rodean, pero ella no se da cuenta. A igual que sus hermanas, Seiha se enamora de Arata al enterarse de que no comparten la misma sangre.
Oka Shiunji (紫雲寺 謳華 Shiunji Ōka?)
 Seiyū: Rie Takahashi, Gabriela Hernández (español latino)
La tercera hermana mayor de la familia Shiunji y la "gemela" de Arata, que es extrovertida y popular. Destaca en clase y en los deportes, ocupando el segundo puesto en la preparatoria y siendo la favorita para las próximas elecciones a la presidencia del consejo estudiantil. Si bien es amable con la mayoría de la gente, tiende a ser bastante agresiva con Arata, ya que los "gemelos" discuten con frecuencia. A pesar de esto, ambos comparten un vínculo estrecho y se dice que tuvieron muchos momentos de su infancia en los que sus pensamientos y acciones estaban tan sincronizados que sus amigos asumieron que debía tratarse de algún tipo de conexión psíquica entre gemelos. Ōka es la segunda de las hermanas en confesarse con Arata.
Minami Shiunji (紫雲寺 南 Shiunji Minami?)
 Seiyū: Hana Hishikawa, Amanda Hinojosa (español latino)
La hermana gemela de Shion, muy atlética y campeona de tenis, tiene un club de fans en la escuela compuesto principalmente por chicas. Minami es muy alegre y vivaz, además de ser posiblemente la más talentosa atléticamente de los hermanos Shiunji. Se la considera una niña prodigio del tenis y ha sido descubierta varias veces por profesionales desde que empezó a participar y ganar múltiples competiciones de tenis en secundaria. Se cree que algún día competirá en los Juegos Olímpicos. Sin embargo, a pesar de todos sus logros deportivos, es la única de los hermanos Shiunji con grandes dificultades escolares, incluso con problemas para sumar.
Kotono Shiunji (紫雲寺 ことの Shiunji Kotono?)
 Seiyū: Kana Ichinose, Elizabeth Infante (español latino)
Es la hermana menor de la familia Shiunji y la única que aún cursa la secundaria. Cursa tercer año de secundaria y es una chica inocente, tranquila y tímida. Ha estado enamorada de Arata desde mucho antes de que supiera que no tienen parentesco consanguíneo, siendo la primera de las hermanas en confesarse.
Shion Shiunji (紫雲寺 志苑 Shiunji Shion?)
 Seiyū: Chiaki Kobayashi, Erick Padilla (español latino)
El otro hijo de la familia Shiunji y gemelo de Minami. Suele usar gorro y suele aconsejar a Arata. Shion, que parece ser uno de los hermanos más tranquilos, se muestra principalmente jugando videojuegos en un dispositivo portátil o intentando no involucrarse en situaciones complicadas. Aunque aconseja a su hermano mayor, Arata Shiunji, cuando se lo pide, no parece muy interesado en ayudarlo sin que se lo pidan. Se da a entender que Shion tiene novia, ya que en el primer capítulo se ve a una compañera de clase abrazada a su brazo.
Kaname Shiunji (紫雲寺 要 Shiunji Kaname?)
 Seiyū: Masaki Terasoma, Óscar Gómez (español latino)
El padre de los hermanos Shiunji. En la fiesta de cumpleaños de Kotono, él revela a sus hijos que no comparten la misma sangre.

## Contenido de la obra

### Manga
Escrito e ilustrado por Reiji Miyajima, Shiunji-ke no Kodomo-tachi comenzó en la revista de manga seinen Young Animal de Hakusensha el 25 de febrero de 2022. Hakusensha ha recopilado sus capítulos en siete volúmenes tankōbon hasta la fecha. El primer volumen se lanzó el 15 de julio de 2022.
Yen Press obtuvo la licencia para su lanzamiento en inglés en Norteamérica.

#### Lista de volúmenes
| Volúmenes de manga publicados | Volúmenes de manga publicados | Volúmenes de manga publicados |
| Número                        | Fecha de lanzamiento          | ISBN                          |
| ----------------------------- | ----------------------------- | ----------------------------- |
| 1                             | 15 de julio de 2022           | ISBN 978-4-592-16701-3        |
| 2                             | 14 de julio de 2023           | ISBN 978-4-592-16702-0        |
| 3                             | 16 de febrero de 2024         | ISBN 978-4-592-16703-7        |
| 4                             | 17 de julio de 2024           | ISBN 978-4-592-16704-4        |
| 5                             | 17 de octubre de 2024         | ISBN 978-4-592-16705-1        |
| 6                             | 14 de marzo de 2025           | ISBN 978-4-592-16706-8        |
| 7                             | 29 de mayo de 2025            | ISBN 978-4-592-16707-5        |

### Anime
En febrero de 2024, se anunció que la serie recibiría una adaptación a serie de televisión de anime. La serie está producida por Doga Kobo y dirigida por Ryōki Kamitsubo, con la composición de la serie de Noboru Kimura, los diseños de personajes y la dirección de animación principal de Miki Muto y la música compuesta por Akki, Ginnojo Hoshi y Shota Horie. Se estrenó el 8 de abril de 2025 en AT-X y otras cadenas. El tema de apertura es «Honey Lemon», interpretado por Nacherry, mientras que ell tema de cierre es «Like You o(>< = ><)o Love You?», interpretado por Chika Anzai, Marika Kōno, Rie Takahashi, Hana Hishikawa y Kana Ichinose como sus respectivos personajes. Crunchyroll obtuvo la licencia de la serie fuera de Asia.
El 19 de marzo de 2025, Crunchyroll anunció que la serie había recibido un doblaje en español latino, la cual se estrenó el 6 de mayo.